# FA Cup 1937/38
Der FA Cup 1937/38 war die 63. Austragung des The Football Association Challenge Cup (meist als FA Cup bekannt).
Der Pokalwettbewerb startete mit der Qualifikation zwischen dem 4. September 1937 und dem 17. November 1937. Die Hauptrunde begann anschließend ab dem 27. November 1937 und endete mit dem Finale in Wembley in London am 30. April 1938 vor einer Kulisse von offiziell 93.497 Zuschauern. Sieger des Wettbewerbs wurde zum zweiten Mal Preston North End. Unterlegener Finalist war Huddersfield Town.

## Wettbewerb

### Erste Hauptrunde
| Datum             |                         | Ergebnis |                         |
| ----------------- | ----------------------- | -------- | ----------------------- |
| 27. November 1937 | Accrington Stanley      | 1:1      | Lancaster Town          |
| 27. November 1937 | AFC Bournemouth         | 0:0      | Dartford                |
| 27. November 1937 | AFC Barrow              | 0:1      | Crewe Alexandra         |
| 27. November 1937 | Brighton & Hove Albion  | 5:1      | Tunbridge Wells Rangers |
| 27. November 1937 | Bristol City            | 3:0      | FC Enfield              |
| 27. November 1937 | Bristol Rovers          | 1:8      | Queens Park Rangers     |
| 27. November 1937 | Burton Town             | 1:1      | Rotherham United        |
| 27. November 1937 | Corinthian FC           | 0:2      | Southend United         |
| 27. November 1937 | Crystal Palace          | 2:2      | Kettering Town          |
| 27. November 1937 | FC Darlington           | 0:2      | FC Scarborough          |
| 27. November 1937 | Doncaster Rovers        | 7:0      | Blyth Spartans          |
| 27. November 1937 | Dulwich Hamlet          | 1:2      | FC Aldershot            |
| 27. November 1937 | Exeter City             | 1:0      | FC Folkestone           |
| 27. November 1937 | FC Gillingham           | 3:4      | Swindon Town            |
| 27. November 1937 | Guildford City          | 1:0      | FC Reading              |
| 27. November 1937 | Hartlepools United      | 3:1      | FC Southport            |
| 27. November 1937 | Hull City               | 4:0      | Scunthorpe United       |
| 27. November 1937 | Kidderminster Harriers  | 2:2      | AFC Newport County      |
| 27. November 1937 | FC King’s Lynn          | 0:4      | FC Bromley              |
| 27. November 1937 | AFC New Brighton        | 5:0      | AFC Workington          |
| 27. November 1937 | Northampton Town        | 1:2      | Cardiff City            |
| 27. November 1937 | Port Vale               | 1:1      | Gainsborough Trinity    |
| 27. November 1937 | AFC Rochdale            | 1:1      | Lincoln City            |
| 27. November 1937 | Torquay United          | 1:2      | Clapton Orient          |
| 27. November 1937 | Tranmere Rovers         | 2:1      | Carlisle United         |
| 27. November 1937 | Walker Celtic           | 1:1      | Bradford City           |
| 27. November 1937 | FC Walsall              | 4:0      | AFC Gateshead           |
| 27. November 1937 | FC Watford              | 3:0      | Cheltenham Town         |
| 27. November 1937 | AFC Wellington          | 1:2      | Mansfield Town          |
| 27. November 1937 | Westbury United         | 1:3      | Walthamstow Avenue      |
| 27. November 1937 | Wigan Athletic          | 1:4      | FC South Liverpool      |
| 27. November 1937 | AFC Wrexham             | 2:1      | Oldham Athletic         |
| 27. November 1937 | Yeovil & Petters United | 2:1      | Ipswich Town            |
| 27. November 1937 | York City               | 1:1      | Halifax Town            |

#### Wiederholungsspiele
| Datum             |                      | Ergebnis |                        |
| ----------------- | -------------------- | -------- | ---------------------- |
| 29. November 1937 | Rotherham United     | 3:0      | Burton Town            |
| 1. Dezember 1937  | Bradford City        | 11:3     | Walker Celtic          |
| 1. Dezember 1937  | FC Dartford          | 0:6      | AFC Bournemouth        |
| 1. Dezember 1937  | Halifax Town         | 0:1      | York City              |
| 1. Dezember 1937  | Gainsborough Trinity | 2:1      | Port Vale              |
| 1. Dezember 1937  | Lancaster Town       | 1:1      | Accrington Stanley     |
| 1. Dezember 1937  | Lincoln City         | 2:0      | AFC Rochdale           |
| 2. Dezember 1937  | Kettering Town       | 0:4      | Crystal Palace         |
| 2. Dezember 1937  | AFC Newport County   | 4:1      | Kidderminster Harriers |
| 6. Dezember 1937  | Accrington Stanley   | 4:0      | Lancaster Town         |

### Zweite Hauptrunde
| Datum             |                         | Ergebnis |                        |
| ----------------- | ----------------------- | -------- | ---------------------- |
| 11. Dezember 1937 | Accrington Stanley      | 0:1      | Crystal Palace         |
| 11. Dezember 1937 | Cardiff City            | 1:1      | Bristol City           |
| 11. Dezember 1937 | Clapton Orient          | 2:2      | York City              |
| 11. Dezember 1937 | Doncaster Rovers        | 4:0      | Guildford City         |
| 11. Dezember 1937 | Exeter City             | 1:2      | Hull City              |
| 11. Dezember 1937 | AFC Newport County      | 2:1      | AFC Bournemouth        |
| 11. Dezember 1937 | Rotherham United        | 1:3      | FC Aldershot           |
| 11. Dezember 1937 | FC Scarborough          | 4:1      | FC Bromley             |
| 11. Dezember 1937 | FC South Liverpool      | 1:1      | Brighton & Hove Albion |
| 11. Dezember 1937 | Swindon Town            | 2:1      | Queens Park Rangers    |
| 11. Dezember 1937 | Tranmere Rovers         | 3:1      | Hartlepools United     |
| 11. Dezember 1937 | Walthamstow Avenue      | 0:1      | Southend United        |
| 11. Dezember 1937 | FC Watford              | 3:0      | FC Walsall             |
| 11. Dezember 1937 | AFC Wrexham             | 1:2      | Bradford City          |
| 11. Dezember 1937 | Yeovil & Petters United | 2:1      | Gainsborough Trinity   |
| 15. Dezember 1937 | Crewe Alexandra         | 2:2      | AFC New Brighton       |
| 15. Dezember 1937 | Mansfield Town          | 2:1      | Lincoln City           |

#### Wiederholungsspiele
| Datum             |                        | Ergebnis |                    |
| ----------------- | ---------------------- | -------- | ------------------ |
| 15. Dezember 1937 | Brighton & Hove Albion | 6:0      | FC South Liverpool |
| 15. Dezember 1937 | Bristol City           | 0:2      | Cardiff City       |
| 15. Dezember 1937 | York City              | 1:0      | Clapton Orient     |
| 20. Dezember 1937 | AFC New Brighton       | 4:1      | Crewe Alexandra    |

### Dritte Hauptrunde
Folgende Klubs traten erst zur dritten Hauptrunde in den Wettbewerb ein:
- Erstligisten der Football League (22): FC Arsenal, FC Birmingham, FC Blackpool, Bolton Wanderers, FC Brentford, Charlton Athletic, FC Chelsea, Derby County, FC Everton, Grimsby Town, Huddersfield Town, Leeds United, Leicester City, FC Liverpool, Manchester City, FC Middlesbrough, FC Portsmouth, Preston North End, Stoke City, AFC Sunderland, West Bromwich Albion & Wolverhampton Wanderers.
- Zweitligisten der Football League (22): Aston Villa, FC Barnsley, Blackburn Rovers, Bradford Park Avenue, FC Burnley, FC Bury, FC Fulham, Luton Town, Manchester United, Newcastle United, Norwich City, Nottingham Forest, Plymouth Argyle, Sheffield United, Sheffield Wednesday, FC Southampton, Stockport County, Swansea Town, Tottenham Hotspur & West Ham United.
- Drittligisten der Football League (3): FC Chester, FC Millwall & Notts County.

| Datum          |                      | Ergebnis |                         |
| -------------- | -------------------- | -------- | ----------------------- |
| 8. Januar 1938 | FC Aldershot         | 1:3      | Notts County            |
| 8. Januar 1938 | FC Arsenal           | 3:1      | Bolton Wanderers        |
| 8. Januar 1938 | FC Birmingham        | 0:1      | FC Blackpool            |
| 8. Januar 1938 | Bradford City        | 1:1      | FC Chesterfield         |
| 8. Januar 1938 | Bradford Park Avenue | 7:4      | AFC Newport County      |
| 8. Januar 1938 | FC Brentford         | 3:1      | FC Fulham               |
| 8. Januar 1938 | FC Bury              | 2:0      | Brighton & Hove Albion  |
| 8. Januar 1938 | Charlton Athletic    | 5:0      | Cardiff City            |
| 8. Januar 1938 | FC Chelsea           | 0:1      | FC Everton              |
| 8. Januar 1938 | Crystal Palace       | 0:0      | Liverpool               |
| 8. Januar 1938 | Derby County         | 1:2      | Stoke City              |
| 8. Januar 1938 | Doncaster Rovers     | 0:2      | Sheffield United        |
| 8. Januar 1938 | Grimsby Town         | 1:1      | Swindon Town            |
| 8. Januar 1938 | Huddersfield Town    | 3:1      | Hull City               |
| 8. Januar 1938 | Leeds United         | 3:1      | FC Chester              |
| 8. Januar 1938 | Manchester United    | 3:0      | Yeovil & Petters United |
| 8. Januar 1938 | Mansfield Town       | 1:2      | Leicester City          |
| 8. Januar 1938 | FC Middlesbrough     | 2:0      | Stockport County        |
| 8. Januar 1938 | FC Millwall          | 2:2      | Manchester City         |
| 8. Januar 1938 | AFC New Brighton     | 1:0      | Plymouth Argyle         |
| 8. Januar 1938 | Norwich City         | 2:3      | Aston Villa             |
| 8. Januar 1938 | Nottingham Forest    | 3:1      | Southampton             |
| 8. Januar 1938 | Preston North End    | 3:0      | West Ham United         |
| 8. Januar 1938 | FC Scarborough       | 1:1      | Luton Town              |
| 8. Januar 1938 | Sheffield Wednesday  | 1:1      | FC Burnley              |
| 8. Januar 1938 | Southend United      | 2:2      | FC Barnsley             |
| 8. Januar 1938 | AFC Sunderland       | 1:0      | FC Watford              |
| 8. Januar 1938 | Swansea Town         | 0:4      | Wolverhampton Wanderers |
| 8. Januar 1938 | Tottenham Hotspur    | 3:2      | Blackburn Rovers        |
| 8. Januar 1938 | Tranmere Rovers      | 1:2      | FC Portsmouth           |
| 8. Januar 1938 | West Bromwich Albion | 1:0      | Newcastle United        |
| 8. Januar 1938 | York City            | 3:2      | Coventry City           |

#### Wiederholungsspiele
| Datum           |                 | Ergebnis |                     |
| --------------- | --------------- | -------- | ------------------- |
| 11. Januar 1938 | FC Barnsley     | 2:1      | Southend United     |
| 12. Januar 1938 | FC Burnley      | 3:1      | Sheffield Wednesday |
| 12. Januar 1938 | FC Chesterfield | 1:1      | Bradford City       |
| 12. Januar 1938 | FC Liverpool    | 3:1      | Crystal Palace      |
| 12. Januar 1938 | Luton Town      | 5:1      | FC Scarborough      |
| 12. Januar 1938 | Manchester City | 3:1      | FC Millwall         |
| 12. Januar 1938 | Swindon Town    | 2:1      | Grimsby Town        |
| 17. Januar 1938 | Bradford City   | 0:2      | FC Chesterfield     |

### Vierte Hauptrunde
| Datum           |                         | Ergebnis |                      |
| --------------- | ----------------------- | -------- | -------------------- |
| 22. Januar 1938 | Aston Villa             | 4:0      | FC Blackpool         |
| 22. Januar 1938 | FC Barnsley             | 2:2      | Manchester United    |
| 22. Januar 1938 | Bradford Park Avenue    | 1:1      | Stoke City           |
| 22. Januar 1938 | FC Brentford            | 2:1      | FC Portsmouth        |
| 22. Januar 1938 | Charlton Athletic       | 2:1      | Leeds United         |
| 22. Januar 1938 | FC Chesterfield         | 3:2      | FC Burnley           |
| 22. Januar 1938 | FC Everton              | 0:1      | AFC Sunderland       |
| 22. Januar 1938 | Huddersfield Town       | 1:0      | Notts County         |
| 22. Januar 1938 | Luton Town              | 2:1      | Swindon Town         |
| 22. Januar 1938 | Manchester City         | 3:1      | FC Bury              |
| 22. Januar 1938 | AFC New Brighton        | 0:0      | Tottenham Hotspur    |
| 22. Januar 1938 | Nottingham Forest       | 1:3      | FC Middlesbrough     |
| 22. Januar 1938 | Preston North End       | 2:0      | Leicester City       |
| 22. Januar 1938 | Sheffield United        | 1:1      | FC Liverpool         |
| 22. Januar 1938 | Wolverhampton Wanderers | 1:2      | FC Arsenal           |
| 22. Januar 1938 | York City               | 3:2      | West Bromwich Albion |

#### Wiederholungsspiele
| Datum           |                   | Ergebnis |                      |
| --------------- | ----------------- | -------- | -------------------- |
| 26. Januar 1938 | FC Liverpool      | 1:0      | Sheffield United     |
| 26. Januar 1938 | Manchester United | 1:0      | FC Barnsley          |
| 26. Januar 1938 | Stoke City        | 1:2      | Bradford Park Avenue |
| 26. Januar 1938 | Tottenham Hotspur | 5:2      | AFC New Brighton     |

### Fünfte Hauptrunde
| Datum            |                   | Ergebnis |                      |
| ---------------- | ----------------- | -------- | -------------------- |
| 12. Februar 1938 | FC Arsenal        | 0:1      | Preston North End    |
| 12. Februar 1938 | FC Brentford      | 2:0      | Manchester United    |
| 12. Februar 1938 | Charlton Athletic | 1:1      | Aston Villa          |
| 12. Februar 1938 | FC Chesterfield   | 2:2      | Tottenham Hotspur    |
| 12. Februar 1938 | FC Liverpool      | 0:1      | Huddersfield Town    |
| 12. Februar 1938 | Luton Town        | 1:3      | Manchester City      |
| 12. Februar 1938 | AFC Sunderland    | 1:0      | Bradford Park Avenue |
| 12. Februar 1938 | York City         | 1:0      | FC Middlesbrough     |

#### Wiederholungsspiele
| Datum            |                   | Ergebnis |                   |
| ---------------- | ----------------- | -------- | ----------------- |
| 16. Februar 1938 | Aston Villa       | 2:2      | Charlton Athletic |
| 16. Februar 1938 | Tottenham Hotspur | 2:1      | FC Chesterfield   |
| 21. Februar 1938 | Aston Villa       | 4:1      | Charlton Athletic |

### Sechste Hauptrunde
| Datum        |                   | Ergebnis |                   |
| ------------ | ----------------- | -------- | ----------------- |
| 5. März 1938 | Aston Villa       | 3:2      | Manchester City   |
| 5. März 1938 | FC Brentford      | 0:3      | Preston North End |
| 5. März 1938 | Tottenham Hotspur | 0:1      | AFC Sunderland    |
| 5. März 1938 | York City         | 0:0      | Huddersfield Town |

#### Wiederholungsspiel
| Datum        |                   | Ergebnis |           |
| ------------ | ----------------- | -------- | --------- |
| 9. März 1938 | Huddersfield Town | 2:1      | York City |

### Halbfinale
Die beiden Spiele wurden am 26. März 1938 ausgetragen.
|                   | Ergebnis |                | Ort       |
| ----------------- | -------- | -------------- | --------- |
| Preston North End | 2:1      | Aston Villa    | Sheffield |
| Huddersfield Town | 3:1      | AFC Sunderland | Blackburn |

### Finale
| Preston North End                           | Preston North End | Huddersfield Town | Huddersfield Town |
| ------------------------------------------- | --- | --- | ----------------- |
| Preston North End                           | \| Finale \| \| Samstag, 30. April 1938 in London (Wembley) \| \| Ergebnis: 1:0 n. V. \| \| Zuschauer: 93.497 \| \| Schiedsrichter: Jimmy Jewell \| \| Spielbericht \|                      | \| Finale \| \| Samstag, 30. April 1938 in London (Wembley) \| \| Ergebnis: 1:0 n. V. \| \| Zuschauer: 93.497 \| \| Schiedsrichter: Jimmy Jewell \| \| Spielbericht \|               | Huddersfield Town |
| Preston North End                           | George Holdcroft – Frank Gallimore, Andy Beattie – Bill Shankly, Tom Smith, Bob Batey – Dickie Watmough, George Mutch, Bud Maxwell, Bobby Beattie, Hugh O’Donnell Cheftrainer: James Taylor | Bob Hesford – Benny Craig, Reg Mountford – Ken Willingham, Alf Young, Eddie Boot – Joe Hulme, Jimmy Isaac, Willie MacFadyen, Bobby Barclay, Pat Beasley Cheftrainer: Clem Stephenson | Huddersfield Town |
| Preston North End                           | 1:0 George Mutch (119.) | | Huddersfield Town |
| Finale                                      | | |                   |
| Samstag, 30. April 1938 in London (Wembley) | | |                   |
| Ergebnis: 1:0 n. V.                         | | |                   |
| Zuschauer: 93.497                           | | |                   |
| Schiedsrichter: Jimmy Jewell                | | |                   |
| Spielbericht                                | | |                   |